# 托姆納季克山
48°40′29″N 23°10′13″E / 48.67472°N 23.17028°E

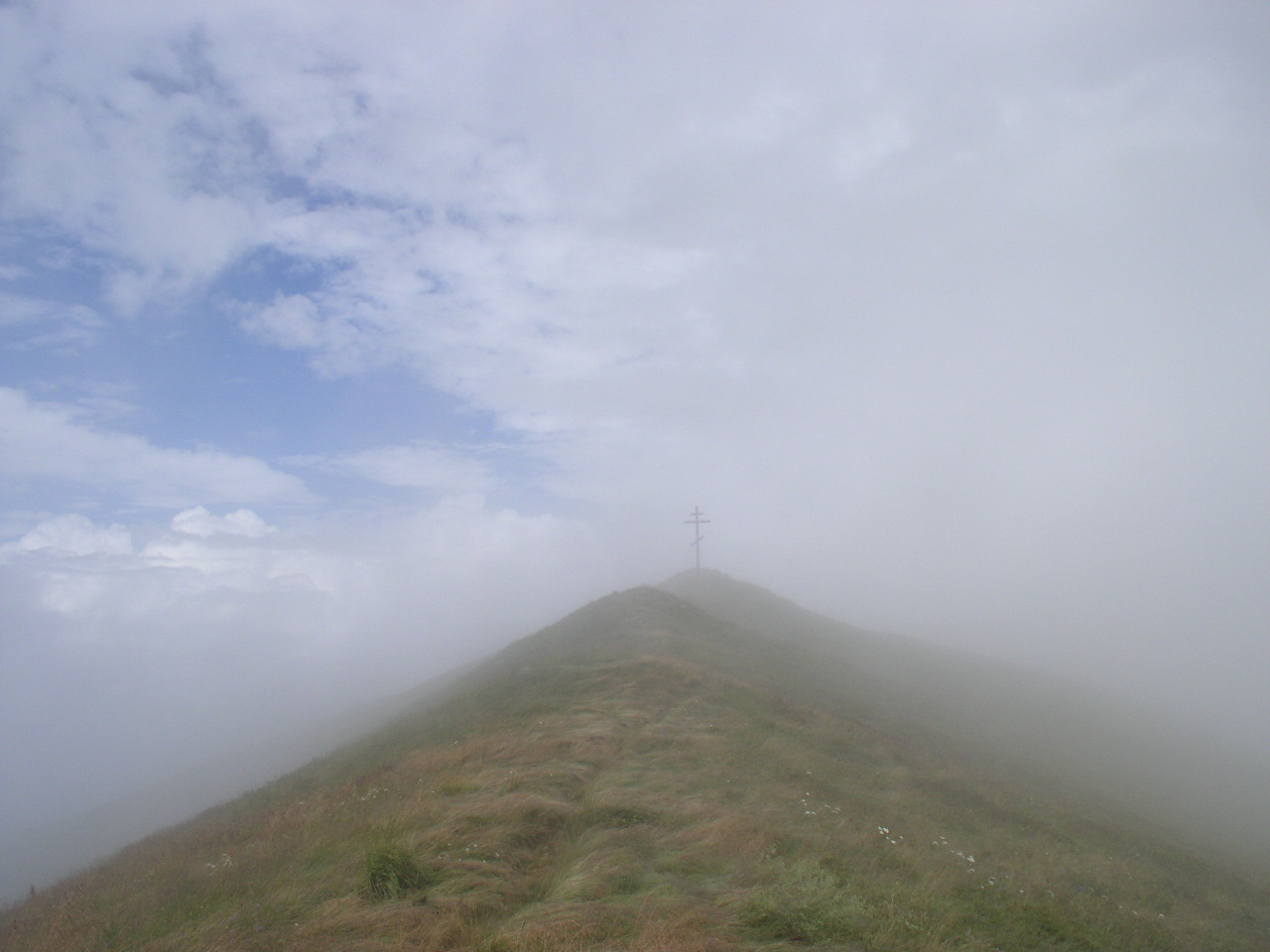

泰姆納蒂克山（烏克蘭語：Темнатик）是烏克蘭西部的山峰，屬於烏克蘭喀爾巴阡山脈中波洛尼納博爾扎瓦山的一部分。該山峰位於外喀爾巴阡州的穆卡切沃區，海拔高度1,343米。